# 让·贝甘
让·贝甘（Jean Beguin，1550年—1620年）是一位医疗化学家，因其 1610 年出版的 Tyrocinium Chymicum（化学入门）而闻名，许多人认为这是最早期的化学教科书之一。 在贝甘 1615 年版的教科书中，贝甘制作了人类历史上第一个化学方程式（或称反应图），显示了两种或多种试剂的反应结果。 贝甘的反应图详细介绍了腐蚀性升华物 (HgCl2) 与硫化锑 (Sb2S3) 的反应，如下所示：

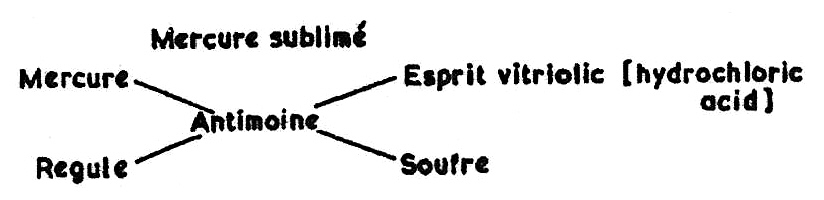
让.贝甘 1615 年的反应图，世界第一个化学方程式。